# Wikimedia Foundation
De Wikimedia Foundation, Inc. (WMF) is een Amerikaans bedrijf zonder winstoogmerk (non-profit corporation) dat als doelstelling heeft, mensen wereldwijd te ondersteunen en te stimuleren om educatieve inhoud te verzamelen en te ontwikkelen onder een vrije licentie of voor het publiek domein en deze effectief en wereldwijd te verspreiden. De organisatie is wereldwijd bekend geworden door gebruik van zogenaamde wiki samenwerkingssoftware voor het samenstellen van een online encyclopedie door vrijwilligers, Wikipedia. Sindsdien zijn door de Foundation meerdere projecten opgezet volgens hetzelfde concept, de meeste ook op basis van wiki-software en vrijwilligheid van de makers.
De Wikimedia Foundation stelt technische en organisatorische infrastructuur ter beschikking aan bijdragers wereldwijd. De servers waarop de projecten van de Wikimedia Foundation draaien staan in de Verenigde Staten (Virginia, Texas, Californië), Singapore en Nederland.
Sinds 2021 bedrijft de Wikimedia Foundation onder de naam Wikimedia Enterprise de for-profit onderneming Wikimedia LLC, die door vrijwilligers geproduceerde inhoud en software aan ondernemingen verkoopt.

## Projecten
Van de volgende projecten en ondernemingen is de Wikimedia Foundation eigenaar, eigenaar van de hard- en software en / of rechtenhouder van de inhoud (interactieve websites):
- Wikipedia: encyclopedie
- Wiktionary: woordenboek met betekenissen, vertalingen, etymologie en uitspraak
- Wikiquote: collectie van citaten en spreekwoorden
- Wikibooks: handleidingen en vrije boeken
- Wikisource: bronteksten
- Wikidata: database
- Wikifuncties: bibliotheek met codefuncties
- Wikimedia Commons: centrale opslagplaats voor mediabestanden van de projecten
- Wikimedia Incubator: opstarten van nieuwe wiki's binnen Wikimedia
- Wikinews: nieuwsbron
- Wikispecies: catalogus van alle soorten levende wezens
- Wikivoyage: wereldwijde reisgids
- Wikiversiteit (Wikiversity): verzameling van vrije onderwijsprojecten
- Meta-Wiki: internationale website voor onderlinge samenwerking voor de projecten van Wikimedia
- Wikimania: een jaarlijkse internationale conferentie
- Wikimedia Enterprise: commerciële verkoop van data geproduceerd in Wikimedia projecten.

## Oprichting

De Wikimedia Foundation binnen de Wikimedia-beweging

Het bedrijf werd 20 juni 2003 opgericht in Florida door Jimmy D. Wales, directeur van Bomis Inc., toenmalig eigenaar en bedrijver van hard- en software en rechtenhouder van Wikipedia, voorloper Nupedia, Wiktionary, Wikiquotes en Wikibooks. Volgens de artikelen van oprichting is de nieuwe organisatie vrijgesteld van belastingbetaling. De naam "Wikipedia" is bedacht door Larry Sanger, die de basis legde voor gebruik van wiki-software en als eerste hoofdredacteur dienst deed, de naam "Wikimedia" is bedacht door Sheldon Rampton, beide in een "WikiEN-l-mailinglist" bericht in respectievelijk januari 2001 en maart 2003.

## Organisatie
De Wikimedia Foundation is een privaatrechtelijke organisatie volgens het recht van de staat California in de Verenigde Staten. De Board of Trustees, het bestuur van de Wikimedia Foundation, is het hoogste orgaan. Het heeft alle beslissings- en handelingsbevoegdheden, zowel intern als extern, het heeft de controle over alle eigendommen en is verantwoordelijk voor de financiën en dagelijkse gang van zaken binnen de organisatie. Het bestuur houdt zich met name bezig met regelgeving binnen de organisatie, is verantwoordelijk voor het algemeen beleid en dat op het gebied van fondsenwerving en aanwending van gelden en benoemt functionarissen als de directeur. Nieuwe bestuursleden worden geselecteerd en benoemd door het zittende bestuur, deels direct, deels op voordracht van door het bestuur gedefinieerde communities of affiliates, zittende bestuursleden kunnen zonder bijzondere reden worden ontslagen. Het bestuur kan bestuursleden zonder redengeving ontslaan. Het bestuur bestaat anno 2022 uit elf personen en wordt voorgezeten door Nataliia Tymkiv, voorgangers waren onder meer María Sefidari, Christophe Henner, Patricio Lorente en Jan-Bart de Vreede.
Aanvankelijk kende de organisatie leden, vertegenwoordigd door een ledenraad, en om bestuurslid te worden moest men actief lid zijn. Dit democratische element is afgeschaft, de mensen die wereldwijd inhoud produceren voor de Foundation hebben geen officiële status binnen de organisatie, ze hebben geen zeggenschap over hun werk en ontvangen geen vergoeding.
In totaal werkten anno 2016 circa 280 personen voor de WMF. Deze medewerkers leveren in principe zelf geen inhoudelijke bijdragen aan de projecten, zoals het schrijven van artikelen voor Wikipedia, maar zijn er voor het organisatorische werk en de technische structuur. Ze staan onder leiding van de directeur (Chief Executive Officer), Maryana Iskander. Van maart 2016 tot 15 april 2021 was dat Katherine Maher, daarvoor waren dat Lila Tretikov (vanaf juni 2014) en Sue Gardner (vanaf december 2007).
Per 2 oktober 2021 telde de stichting ruim 550 medewerkers en freelancers.
De Foundation stelt onder voorwaarden subsidies beschikbaar voor chapters, user-groups en projecten die de missie van de Wikimedia Foundation actief en bewijsbaar ondersteunen. De Wikimedia Foundation heeft in diverse landen overeenkomsten gesloten met plaatselijke organisaties, "chapters" geheten, deze zijn door bepalingen in de overeenkomsten gecommitteerd aan dezelfde missie als de WMF. In Nederland is er sinds 2006 de Vereniging Wikimedia Nederland, in België bestaat sinds 2014 Wikimedia België vzw.

## Financiering
Wikimedia is een non-profit-organisatie; winst wordt volgens de statuten aan goede doelen (charitable purposes) besteed maar dit is voor buitenstaanders niet eenvoudig controleerbaar. Een groot deel van de inkomsten wordt besteed aan eigen medewerkers en die van de chapters. De inkomsten bestaan bijna uitsluitend uit donaties en subsidies, grote sponsoren waren in 2019 Apple, Google, Microsoft, de Koning Boudewijn Stichting en de Nederlandse internetmiljardair Arnout Schuijff. Sinds aantreden van Katherine Maher als CEO (2016) zijn plannen en concepten ontwikkeld om bedrijven, organisaties en overheden betaalde diensten aan te bieden met als grondstof de door vrijwilligers geproduceerde data van Wikimedia websites. Hieruit is in 2021 Wikimedia Enterprise ontstaan met als eerste grote klant Google Inc.

## Wikimediagemeenschap
De Wikimedia Foundation en met haar gelieerde organisaties houden zich niet direct bezig met de productie van inhoud in Wikimediaprojecten. Deze wordt wereldwijd gegenereerd door vrijwilligers die samen de Wikimediagemeenschap of Wikipedia-beweging worden genoemd. Dat is geen gemeenschap in democratische zin of een beweging in maatschappelijke zin, de officiële definitie van wat de community is wordt bepaald door het bestuur, dat is "the network of users who are constantly building and using the various sites or Projects". De Foundation moedigt wel op allerlei manieren aan, dat documenten en kennis in het bezit van individuen of organisaties, gratis aan de Foundation ter beschikking worden gesteld. Ook is de Foundation bevoegd regels vast te leggen die binnen haar organisatie gelden en voor de websites die haar eigendom zijn. Voor elke taaleditie van Wikipedia of voor andere Wikimediaprojecten bestaan lokale- of projectgemeenschappen die eigen nadere regels en richtlijnen kunnen opstellen en binnen het betreffende project handhaven.

## Wikimedia-organisaties[28]
De Wikimedia Foundation kan naar eigen goeddunken organisaties erkennen als Wikimedia-organisatie (in het Engels chapter, affiliate of user-group). Daarvoor wordt een privaatrechtelijke overeenkomst afgesloten, waarvan de inhoud in de regel wordt bepaald door de Foundation, die de organisaties onder andere het recht geeft de logo's en merknamen te gebruiken en de verplichting de doelstellingen van de Foundation te ondersteunen. De meeste van deze organisaties hebben een betrekking tot een bepaald land of een bepaalde regio of stad, bijvoorbeeld New York, enkele een thematische grondslag.
De landelijke verenigingen ondersteunen de Wikimedia Foundation binnen een bepaald geografisch gebied. Zij doen dat op verschillende manieren: door het steunen van de fondsenwerving, het organiseren van nationale en lokale evenementen en activiteiten en het verspreiden van het gedachtegoed van Wikimedia. Zij bieden mogelijke partners een aanspreekpunt dat op de hoogte is van specifieke nationale omstandigheden en behoeften. De verenigingen zijn organisaties die volgens de overeenkomsten met de Foundation geen juridische controle of verantwoordelijkheid dragen voor de projecten van de Wikimedia Foundation en inhoud die is gepubliceerd, derden kunnen alleen de Foundation in rechte betrekken. De Foundation heeft een zekere controle over, en invloed op, de verenigingen waarmee overeenkomsten zijn gesloten, via bepalingen in de overeenkomsten en, indien van toepassing, de subsidievoorwaarden. Houdt een Wikimedia-organisatie zich niet aan de overeenkomst of voldoet het niet aan de subsidievoorwaarden, kan de Foundation contract en subsidie beëindigen.

### België en Nederland

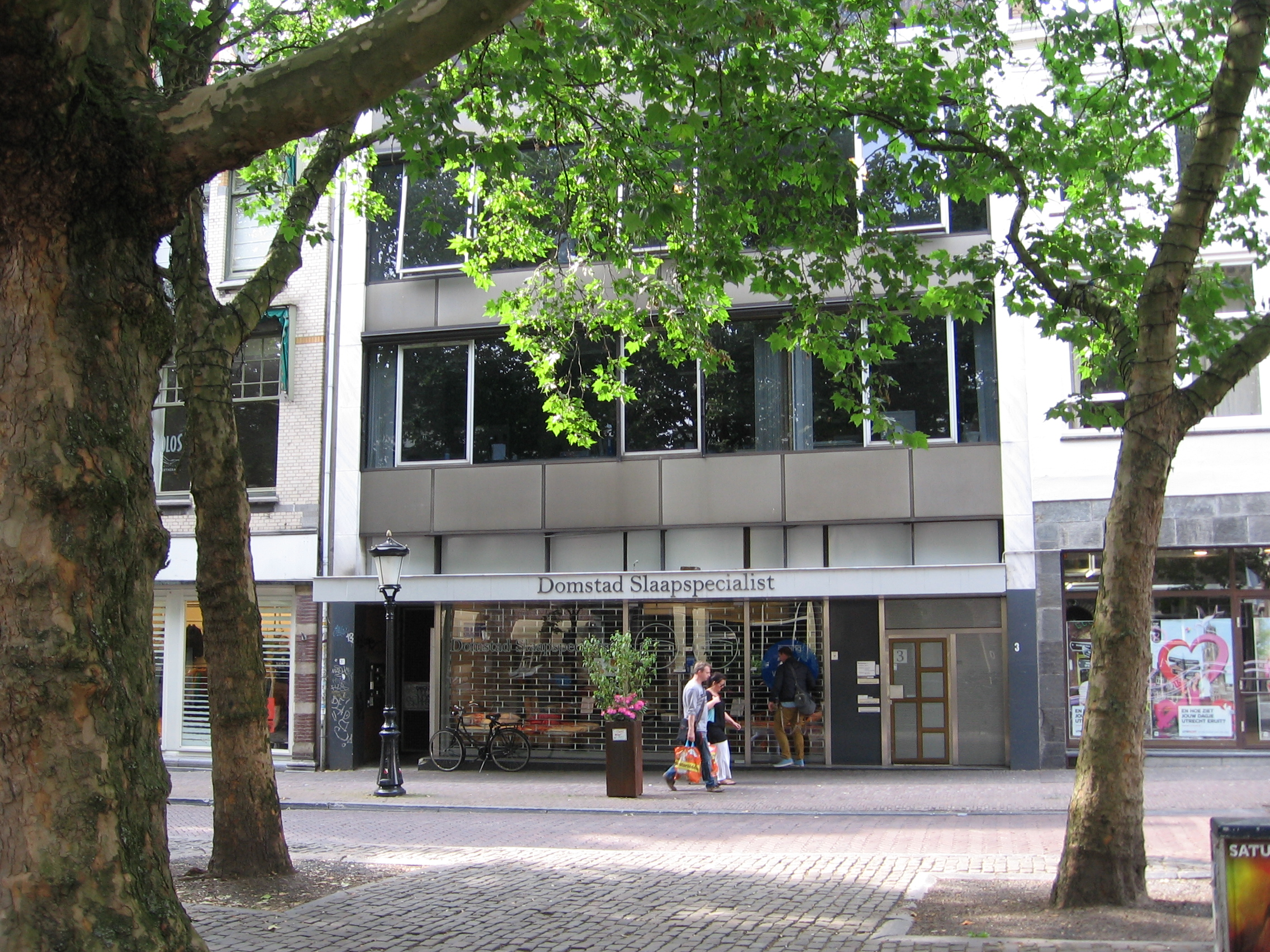
Het gebouw in Utrecht waar het kantoor van Wikimedia Nederland gehuisvest is.

De besturen van Wikimedia België en Wikimedia Nederland worden elk gevormd door een klein team van personen, die dit werk tegen een onkostenvergoeding doen. In Nederland worden directeur en personeel volgens een professionele standaard betaald.

### Chapters
| Gebied              | Titel                     | Sinds             |
| ------------------- | ------------------------- | ----------------- |
| Argentinië          | Wikimedia Argentina       | 1 september 2007  |
| Australië           | Wikimedia Australia       | 1 maart 2008      |
| België              | Wikimedia België vzw      | 10 oktober 2014   |
| Canada              | Wikimedia Canada          | 24 mei 2011       |
| Chili               | Wikimedia Chile           | 16 juli 2011      |
| Denemarken          | Wikimedia Danmark         | 3 juli 2009       |
| Duitsland           | Wikimedia Deutschland     | 13 juni 2004      |
| Estland             | Wikimedia Eesti           | 31 augustus 2010  |
| Finland             | Wikimedia Suomi           | 21 september 2009 |
| Frankrijk           | Wikimédia France          | 23 oktober 2004   |
| Hongarije           | Wikimédia Magyarország    | 27 september 2008 |
| India               | Wikimedia India           | 3 januari 2011    |
| Indonesië           | Wikimedia Indonesia       | 7 oktober 2008    |
| Israël              | Wikimedia Israel          | 26 juni 2006      |
| Italië              | Wikimedia Italia          | 17 juni 2005      |
| Macau               | 澳門維基媒體協會          | 24 april 2011     |
| Noord-Macedonië     | Викимедија Македонија     | 21 september 2009 |
| Mexico              | Wikimedia México          | 3 augustus 2011   |
| Nederland           | Wikimedia Nederland       | 27 maart 2006     |
| New York (stad)     | Wikimedia New York City   | 12 januari 2009   |
| Noorwegen           | Wikimedia Norge           | 23 juni 2007      |
| Oekraïne            | Вікімедіа Україна         | 3 juli 2009       |
| Oostenrijk          | Wikimedia Österreich      | 26 februari 2008  |
| Polen               | Wikimedia Polska          | 18 november 2005  |
| Portugal            | Wikimedia Portugal        | 3 juli 2009       |
| Rusland             | Викимедиа РУ              | 24 mei 2008       |
| Servië              | Wikimedia Serbia          | 3 december 2005   |
| Spanje              | Wikimedia España          | 7 februari 2011   |
| Taiwan              | 中華民國維基媒體協會      | 4 juli 2007       |
| Tsjechië            | Wikimedia Česká republika | 6 maart 2008      |
| Verenigd Koninkrijk | Wikimedia UK              | 12 januari 2009   |
| Zweden              | Wikimedia Sverige         | 11 december 2007  |
| Zwitserland         | Wikimedia CH              | 14 mei 2006       |